# Humlum Kirke
Humlum Kirke ligger i landsbyen Humlum nord for Struer. Kirken er højt beliggende og blev tidligere benyttet som sømærke af søfarende på Limfjorden.